# U-777
Unterseeboot 777 foi um submarino alemão do Tipo VIIC, pertencente a Kriegsmarine que atuou durante a Segunda Guerra Mundial.

## Comandantes
| Comandante     | Data                                      |
| -------------- | ----------------------------------------- |
| Günter Ruperti | 9 de maio de 1944 - 15 de outubro de 1944 |

## Subordinação
Durante o seu tempo de serviço, esteve subordinado às seguintes flotilhas:
| Período                                   | Flotilha                                 |
| ----------------------------------------- | ---------------------------------------- |
| 9 de maio de 1944 - 15 de outubro de 1944 | 31. Unterseebootsflottille (treinamento) |